# Nizozemská fotbalová reprezentace do 21 let

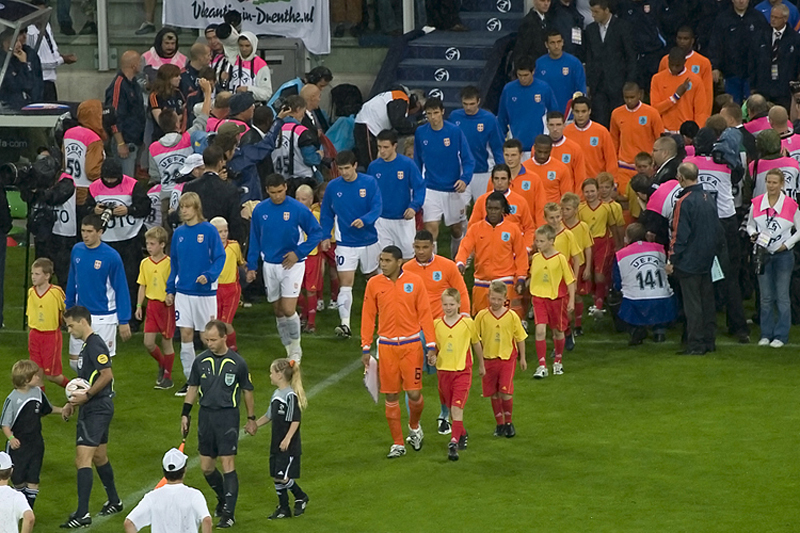
Nizozemská sestava (v typické oranžové barvě) ve vítězném finále v roce 2007 proti Srbsku.

Nizozemská fotbalová reprezentace do 21 let zvaná Jong Oranje je nizozemská mládežnická fotbalová reprezentace složená z hráčů do 21 let, která spadá pod Královskou nizozemskou fotbalovou asociaci (Koninklijke Nederlandse Voetbalbond – KNVB). Reprezentuje Nizozemsko v kvalifikačních cyklech na Mistrovství Evropy hráčů do 21 let a v případě postupu i na těchto šampionátech. 

Fotbalisté musí být mladší 21. roku na začátku kvalifikace, to znamená, že na evropském šampionátu poté mohou startovat i trochu starší.
Nizozemská jedenadvacítka ve své historii dvakrát triumfovala na Mistrovství Evropy hráčů do 21 let:
- v roce 2006 zdolala ve finále Ukrajinu 3:0[2]
- v roce 2007 zdolala ve finále Srbsko 4:1[3]